# Vermonter
Le Vermonter est un train de voyageurs des États-Unis qui relie St. Albans dans le Vermont et Washington, DC.

## Histoire
En avril 1995 il remplace le Montrealer. Le 16 mars 2015 les États-Unis et le Canada ont signé un accord sur le pré-contrôle douanier ce qui, si l'accord est entériné, pourrait permettre l'extension de la ligne jusqu'à Montréal.

## Exploitation
La durée de trajet est de 13 heures 45 minutes.